# Antón Avilés de Taramancos
Antón Avilés de Taramancos (Noia, 6 d'abril de 1935 - La Corunya, 23 de març de 1992) fou un escriptor gallec. El seu veritable nom era Xosé Antón Avilés Vinagre.
El seu pare era Severiano Avilés, pescador, i la seva mare Manuela Vinagre, llauradora, els quals van tenir altres tres fills abans de néixer Antón. Va fer el batxillerat a Noia, i ja als 15 anys publica el seu primer poema, en gallec, en la revista local Tapal editada per Manuel Fabeiro Gómez.
Es va mudar a La Corunya per a fer estudis de nàutica. Allí és decisiva la seva amistat amb Urbano Lugrís, Xohán Casal i Reimundo Patiño que influïxen en la seva concepció de Galícia i en la seva ideologia. En aquest temps col·labora en revistes literàries com Aturuxo, de Ferrol, o Quatro Ventos, de Braga. En la revista Atlántida de La Corunya publica els sis poemes que constituïxen As moradías do vento, i en 1959 publica el seu primer llibre, A frauta i o garamelo, un poemari que va enviar al concurs literari organitzat per Bras Pinto. Pequeno canto para a un peito xoven va quedar inèdit fins a 1982. Va participar en l'estrena de l'obra teatral d'Álvaro Cunqueiro, O incerto señor Don Hamlet, príncipe de Dinamarca.
En 1961 va emigrar a Colòmbia, on roman fins a 1980, primer en la selva amaçònica i més endavant a Bogotà, on havia trobat treball en l'ambaixada brasilera. Allí va conèixer la qual es convertiria en la seva dona en 1970 i a Manuel Arce Valladares, ambaixador de Guatemala, d'origen gallec. Una vegada finalitzat el contracte amb l'ambaixada va iniciar una sèrie de treballs sense gaire èxit fins que aconsegueix un treball com distribuïdor de llibres a Cali.
El 15 d'agost de 1980 retorn a la seva ciutat natal, on regenta una taverna en la qual organitza recitals poètics i des de la qual organitza la Sociedade Cultural Catavento. Va presidir l'Associació d'Escriptors en Llengua Gallega (1986) i escollit regidor en Noya en les llistes del Bloc Nacionalista Gallec, sent designat regidor de cultura (1987-1991). Va morir a conseqüència d'un càncer. En 2003 se li va dedicar el Dia de les Lletres Gallegues.

## Obra
- As moradías do vento (1955)
- A frauta i o garamelo (1959).
- O tempo no espello (1982)
- Cantos caucanos (1985)
- As torres no ar (1989)
- Obra viva (1992)
- Nova Crónica das Indias (1992)
- Última fuxida a Harar (1992, pòstuma)